# Queen Alexandra's State Coach

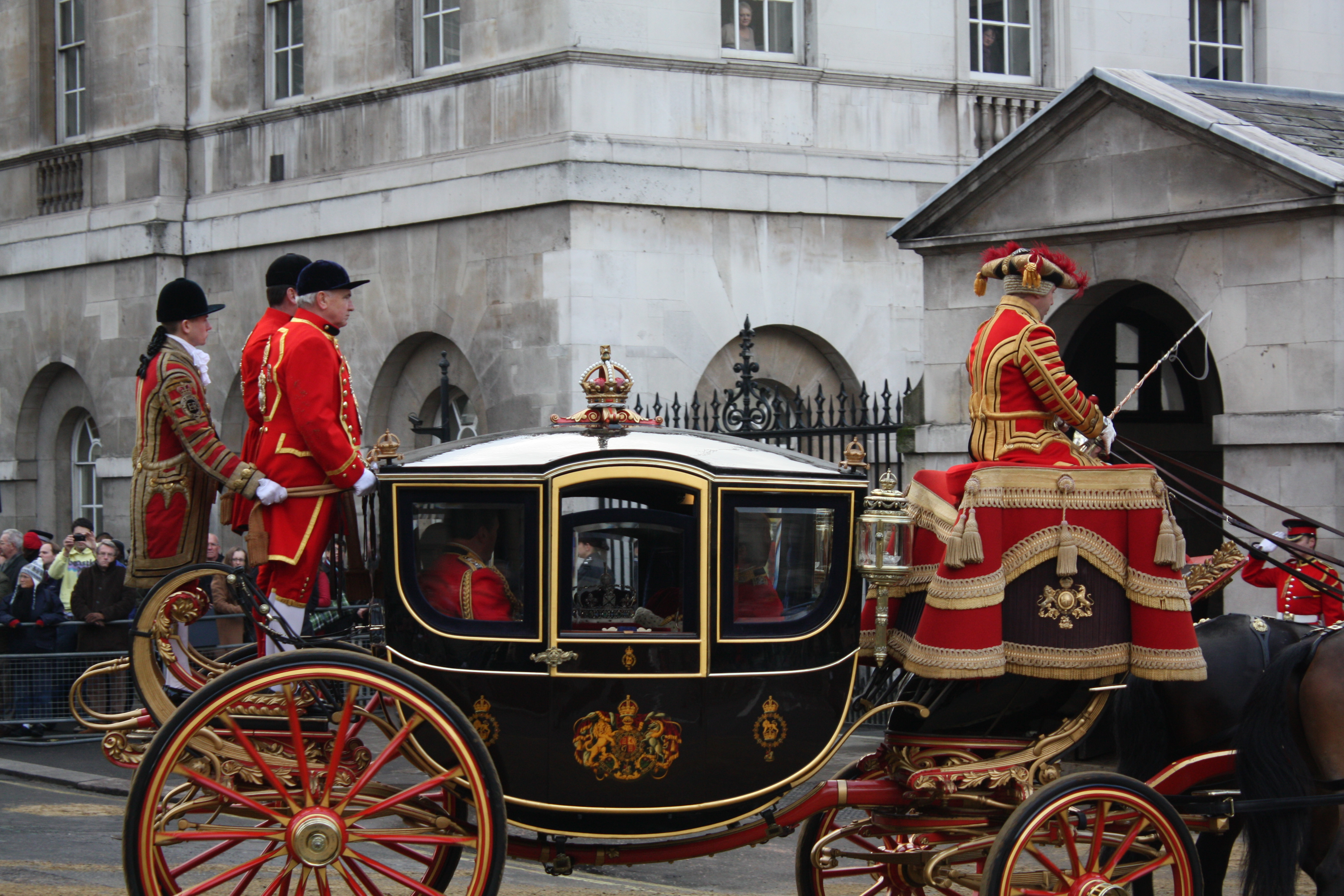
La Queen Alexandra's State Coach durante la cerimonia del 2008.

La Queen Alexandra's State Coach è una delle numerose carrozze statali mantenute presso il Royal Mews di Buckingham Palace. 

## Storia

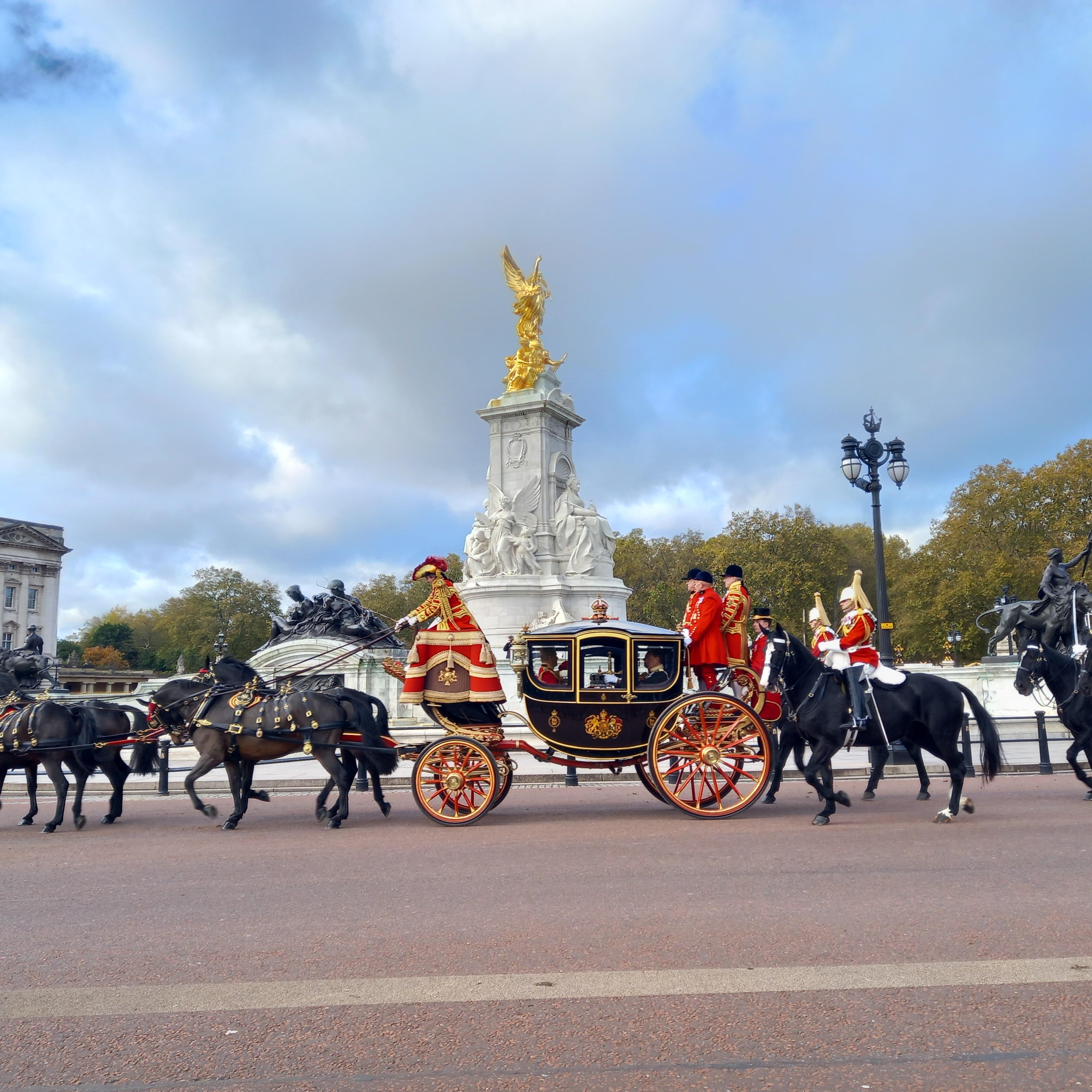
La carrozza reale durante l'apertura nel novembre 2023.

La Queen Alexandra's State Coach fu costruita intorno all'anno 1865, venendo inizialmente chiamata "carrozza cittadina"; circa trent'anni dopo fu trasformata in una carrozza di stato per essere utilizzata dalla principessa Alessandra di Galles, moglie del futuro Edoardo VII del Regno Unito. La carrozza fu utilizzata durante i funerali della regina Vittoria, mentre nel 1937, fu utilizzata nelle processioni dell'incoronazione di re Giorgio VI e della regina Elizabeth, per trasportare le regine Mary di Gran Bretagna e Maud di Norvegia. Dopo la Seconda guerra mondiale, la Queen Alexandra viene impiegata durante la cerimonia d'apertura del Parlamento inglese per trasportare la Corona Imperiale di Stato, la Spada di Stato ed il Cappello di Manutenzione, che vengono portati da Buckingham Palace fino al Palazzo di Westminster, sede parlamentare britannica. Durante il trasporto, come il monarca stesso, la corona e le insegne hanno diritto a una scorta della cavalleria reale e ricevono un saluto reale .

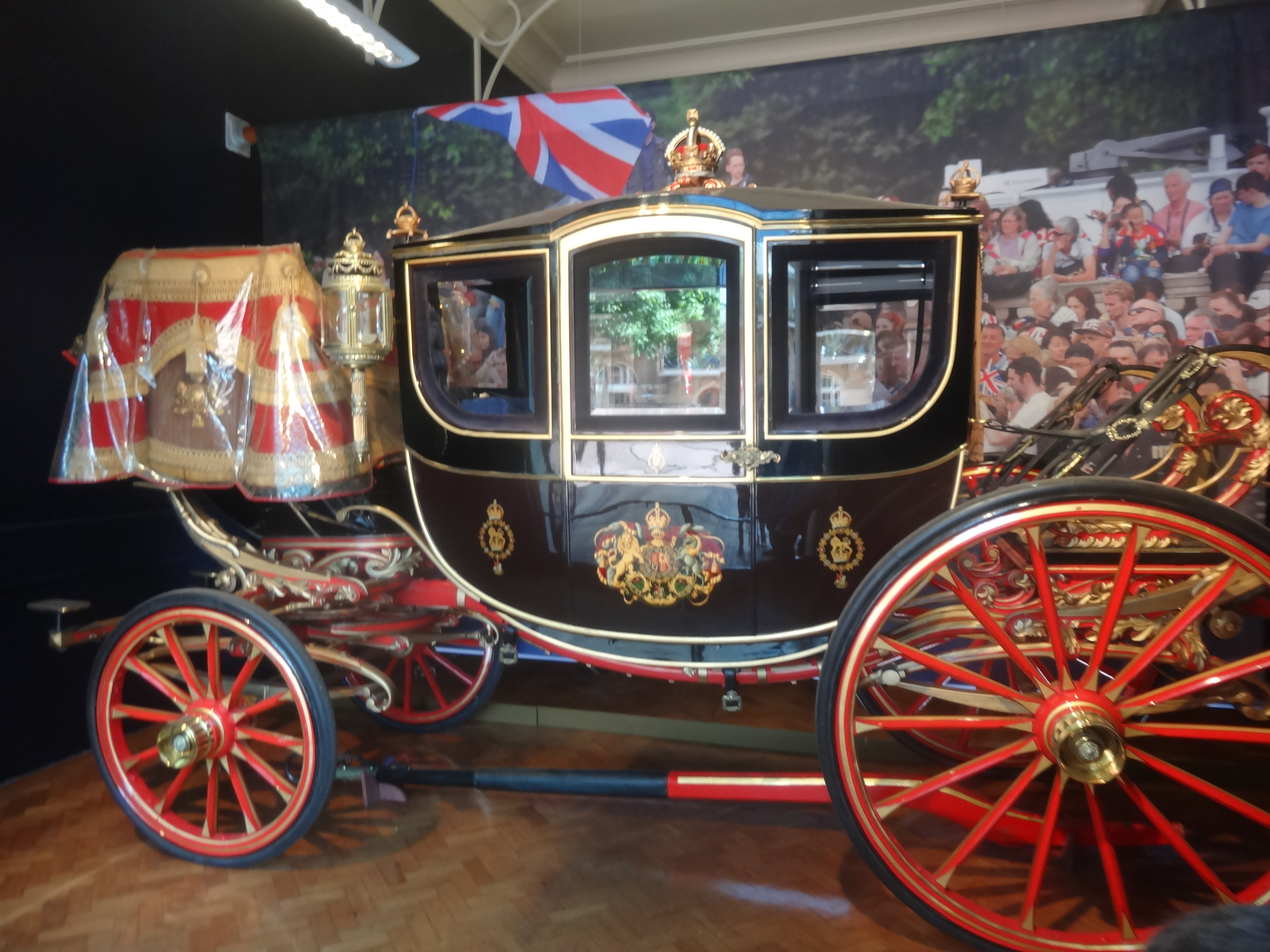
La carrozza al Royal Mews.

Dall'ascesa della regina Elisabetta, la Queen Alexandra's State Coach oltre che per la cerimonia dell'apertura del Parlamento, fu utilizzata in occasione del matrimonio della principessa Margaret con Antony Armstrong-Jones, nel 1960, per trasportare Elisabetta II, i principi Filippo e Carlo e la regina Madre .